# Miguel Ángel Onzari
Miguel Ángel Onzari Amigo (* 6. Februar 1950 in Buenos Aires) ist ein ehemaliger chilenischer Fußballspieler. Der Torwart wurde chilenischer und ecuadorianischer Meister.

## Karriere
Miguel Ángel Onzari, auch Tarzán genannt, begann im Alter von elf Jahren mit dem Fußballspielen beim CA Huracán und schloss sich mit 16 Jahren den Boca Juniors an. Mit 17 Jahren war er Reservetorwart von CA Vélez Sarsfield bei der Mannschaft aus der fünften Liga. 1972 unterzeichnete der Torhüter seinen ersten Profivertrag beim CSD Colo-Colo in Chile. Doch schon 1973 kehrte er zu Vélez Sarsfield zurück, ohne ein Ligaspiel absolviert zu haben. Von 1975 bis 1977 spielte Onzari für Chacarita Juniors. 1978 wechselte der Torwart nach Ecuador, wo er erst für den Manta Sport Club und ab 1979 für den CS Emelec auflief. Bei Emelec beendete Onzari 1982 seine Karriere.

## Erfolge
Colo-Colo
- Primera División: 1972

Emelec
- Serie A: 1979